# Eclissi solare del 2 novembre 1910
L'eclissi solare del 2 novembre 1910 è stato un evento astronomico che ha avuto luogo il suddetto giorno attorno alle ore 02.08 UTC. Tale evento ha avuto luogo nell'Asia nord orientale, negli Stati Uniti nord-occidentali e in aree circostanti. L'eclissi del 2 novembre 1910 è stata la seconda eclissi solare nel 1910 e la 23ª nel XX secolo. La precedente eclissi solare è avvenuta il 9 maggio 1910, la successiva il 28 aprile 1911.
Il giorno della luna nuova (novilunio), la differenza tra le distanze apparenti di luna e sole osservate sulla terra è estremamente piccola. In tale momento, se la luna si trova in prossimità del nodo lunare, cioè uno dei due punti in cui la sua orbita interseca l'eclittica, si verifica un'eclissi solare. Quando vi è assenza di ombra e la penombra raggiunge parte dell'estremità settentrionale o meridionale della terra, si verifica un'eclissi solare parziale, che si verifica quindi presso le regioni polari della Terra.

## Percorso e visibilità
Questa eclissi parziale ha percorso il nord est della Cina, la penisola coreana, la metà nord-orientale del Giappone, la maggior parte della Russia meridionale nord-orientale, il Distretto di Alaska (DC, ora lo stato americano dell'Alaska) oltre al territorio nord-est del Canada e a nord delle Isole Hawaii nordoccidentali. Ad ovest della linea internazionale del cambio di data l'eclissi è figurata al 2 novembre mentre ad est di tale linea risulta essere il 1º novembre.

## Eclissi correlate

### Eclissi solari 1910 - 1913
Questa eclissi è un membro di una serie semestrale. Un'eclissi in una serie semestrale di eclissi solari si ripete approssimativamente ogni 177 giorni e 4 ore (un semestre) in nodi alternati dell'orbita della Luna.